# جورج إدوين بيسل
جورج إدوين بيسل (بالإنجليزية: George Edwin Bissell)‏ هو نحات أمريكي، ولد في 16 فبراير 1839 في نيو برستون في الولايات المتحدة، وتوفي في 30 أغسطس 1920.